# Standseilbahn Tiflis

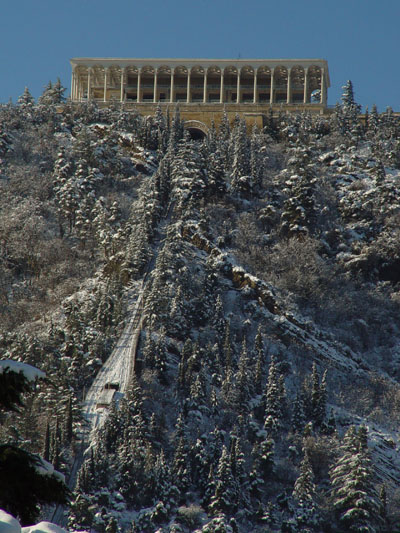
Bergstation der Standseilbahn

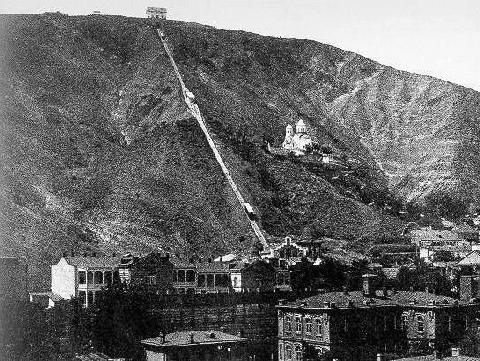
Standseilbahn Tiflis, 1905

Die Standseilbahn in Tiflis (georgisch თბილისის ფუნიკულიორი) ist ein schienengebundenes Verkehrsmittel in Georgien. Sie wurde am 27. März 1905 in Betrieb genommen und führt auf den Berg Mtazminda.
Die Strecke zwischen der Talstation an der Tschonkadse-Straße (460 m) und der Bergstation (727 m) beträgt 503 Meter. Der Neigungswinkel liegt zwischen 28 und 33°. Die Bahn besteht aus zwei Wagen, die jeweils die Berg- und die Talfahrt bedienen. Sie bieten 50 Personen Platz. Die beiden Wagen begegnen sich an einer Station auf halber Höhe.
Die Standseilbahn wurde zwischen September 1903 und Februar 1905 errichtet. Die Kosten von 4.000 Rubel trug ein belgisches Konsortium. Es erhielt dafür das Recht, die Seilbahn auf 45 Jahre zu betreiben. Der Entwurf stammte von dem französischen Ingenieur A. Blanch. Die Bauausführung lag in den Händen des polnischen Architekten Aleksander Szimkewicz.
1936 bis 1938 und 1968 bis 1969 wurde die Bahn renoviert und jeweils ein neues Stationsgebäude errichtet. Am 21. Juni 2000 kam es zu einem Unglück. Ein Seil riss und ein Zug mit japanischen Touristen prallte auf die Talstation aber ohne Opfer. Danach war die Bahn außer Betrieb. Am 30. Januar 2013 konnte sie die Fahrt wieder aufnehmen. Sponsor war der georgisch-russische Geschäftsmann Badri Patarkazischwili. Zwischenzeitlich war die Bahn aus Sicherheitsgründen erneut geschlossen, hat aber den Betrieb wieder aufgenommen. Eine Fahrt kostet 10 Lari (Juni 2022).
Auf dem Mtazminda befinden sich ein Park, ein Fernsehturm und ein Aussichtsrestaurant. Auf halber Höhe liegt das Pantheon, ein Friedhof, auf dem bedeutende Georgier und Russen begraben sind, unter ihnen die Schriftsteller Ilia Tschawtschawadse, Akaki Zereteli und der Diplomat Alexander Gribojedow.